# Berotha zhejiangana
Berotha zhejiangana är en insektsart som beskrevs av C.-k. Yang et al. 1995. Berotha zhejiangana ingår i släktet Berotha och familjen Berothidae. Inga underarter finns listade i Catalogue of Life.